# 比欣
比欣 (波斯語：‎，罗马化名称：Pīshīn)是一座城市，位于伊朗的錫斯坦－俾路支斯坦省。根据2006年的人口普查，人口为10477，共1832个家庭。海拔219米(721英尺)。

## 大坝
锡斯坦最大的大坝和欣地区南部俾路支省已建成为农业提供水和人类消费比欣和Bahu地区。